# Kolín místní nádraží
Kolín místní nádraží – przystanek kolejowy w miejscowości Kolín, w kraju środkowoczeskim, w Czechach. Znajduje się na wysokości 205 m n.p.m. Położony jest w południowo-wschodniej części miasta.
Jest zarządzany przez Správę železnic. Na przystanku nie ma możliwości zakupu biletów, a obsługa podróżnych odbywa się w pociągu.

## Linie kolejowe
- 014 Kolín - Ledečko